# Joe Zawinul
Josef Erich Zawinul dit Joe Zawinul, né à Vienne le 7 juillet 1932 et mort dans la même ville le 11 septembre 2007, est un pianiste et claviériste de jazz de nationalité autrichienne qui possède des origines à la fois hongroises et tchèques et, comme il le précise lui-même, tziganes. Il a notamment joué avec le saxophoniste Cannonball Adderley et le trompettiste Miles Davis et fut le cofondateur du groupe de jazz-rock Weather Report.

## Ses débuts
Né en Autriche, Joe Zawinul a commencé la musique par celle des tziganes et celle de l'Autriche traditionnelle. Élevé par son grand-père, il prend pour instrument de prédilection le piano, mais pratique également la trompette basse. Il commence à jouer dans différents groupes locaux, dans les années 1950, comme en 1952 avec le joueur de saxophone ténor Hans Koller, puis plus tard partout en Europe avec des musiciens tels que le clarinettiste Fatty George et le pianiste Friedrich Gulda.

## L'Amérique
Obsédé par le rêve américain, il se présente en 1959 au concours organisé par le journal Down Beat et obtient une bourse d’études au Berklee College of Music. Mais il n'y reste que quelques jours, avant de rejoindre le groupe du trompettiste canadien Maynard Ferguson.
Puis il joue avec différents musiciens avant d'intégrer en 1962 le groupe du saxophoniste alto Julian Cannonball Adderley, qui s'était fait un nom dans l'ensemble de Miles Davis en 1961. Zawinul devient rapidement une personnalité musicale marquante et un compositeur apprécié. Il est ainsi, dès cette époque, l'auteur de thèmes qui resteront célèbres comme The Country Preacher, Walk Tall et Mercy, Mercy, Mercy!. Le groupe eut un certain succès, enchaînant les tournées mondiales et Joe Zawinul y resta jusqu'en 1970.

## Miles Davis
À la fin des années 1960, Miles Davis commence à changer de style sous l'influence de la musique rock, et notamment celle de Jimi Hendrix. Le jazz alors joué par Davis se mue en jazz plus électrique, domaine où excelle Zawinul. Il enregistre donc quelques albums avec ce trompettiste, dont In a Silent Way et Bitches Brew.
Joe sera d'ailleurs le seul musicien avec lequel Miles suggéra avoir codirigé son groupe : « En 69, Joe Zawinul et moi avons engagé un jeune guitariste anglais, J McLaughlin » .

## Weather Report

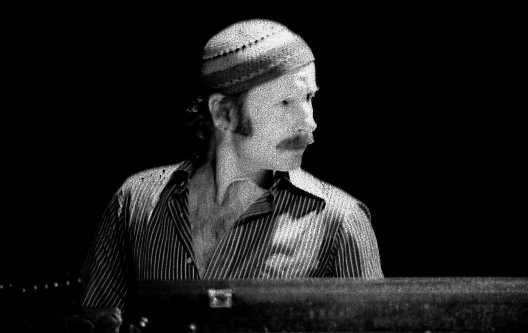
Joe Zawinul avec le groupe Weather Report en concert au Convocation Hall de Toronto, le 27 novembre 1977.

Au début des années 1970, Zawinul fonde le groupe de jazz-rock Weather Report avec Wayne Shorter (sax-tenor et sax-soprano) et Miroslav Vitouš (basse). Le groupe avait pour vocation d'expérimenter de nouvelles perspectives sonores, de briser les formes d'un jazz devenu trop prévisible à son goût, et de s'affranchir de toutes contraintes stylistiques.
Le groupe va, dès lors, recueillir les suffrages des critiques et des fans d'avant-garde, tout en étant en perpétuelle évolution. Les postes de batteur et de percussionniste sont particulièrement exposés et sujets à de nombreux changements. On va ainsi voir défiler bon nombre d'instrumentistes de grande renommée. Avec l'arrivée de Jaco Pastorius et de Peter Erskine et ce, malgré leur style de fusion jazz-rock plutôt rude, le groupe connut un immense succès comme en témoigne la notoriété de compositions telles que Birdland. Ce groupe était régulièrement dans les hit-parades et effectuait des tournées mondiales de grandes arènes, obtenant des récompenses comme le Grammy. Il a d'ailleurs été considéré comme « Numéro 1 » quinze fois de suite par Down Beat, qui a également qualifié Joe Zawinul de « meilleur pianiste » vingt-deux fois de suite : un record.

## Son dernier groupe
En 1986, Zawinul fonde un nouveau groupe qui sera, hélas, voué à l'échec, Weather Update, qui comprend le batteur Peter Erskine, le percussionniste Bobby Thomas Jr, et le bassiste Victor Bailey, tous trois issus de Weather Report, ainsi que Steve Kahn à la guitare.
Il a tourné avec le Zawinul Syndicate, qu'il a créé en 1988, dans lequel ont officié Richard Bona, Amit Chaterjee, Fared Haquee, Gerald Veasley, Bill Summers, Leata Galloway, Carl Anderson, Aziz Sahmaoui, Bobby Thomas Jr, Mike Baker, Ronnie Burrage, Randy Bernsen, Lynn Fiddmont, Abraham Laboriel Sr, Manolo Badrena, Arto Tuncboyacyan, Abdou Mboup, Scott Henderson, Maria João, Étienne M'Bappé, Linley Marthe, Cornell Rochester, Paco Sery, Stéphane Galland, Karim Ziad, Nathaniel Townsley, Kirk Covington, Sabine Kabongo, Victor Bailey, Allegre Correa, Gary Poulson, Cheick Tidiane Seck, Rodney Holmes, Matthew Garrison, Ana Paula Da Silva, Marque Gilmore, Burhan Öçal et d'autres...
Depuis 2004, Joe Zawinul était propriétaire d'un club de jazz, le "Birdland" à Vienne dans lequel il a enregistré deux doubles albums live, en 2005 Brown Street avec le WDR Big Band, ainsi que Victor Bailey, Nathaniel Townsley et Alex Acuna, et Vienna Nights, avec le Syndicate, enregistré en octobre 2004.
Le 6 septembre 2007, le Zawinul Syndicate devait participer au festival de jazz parisien « Jazz à la Villette » , avec comme invité spécial Wayne Shorter en personne.
Le 4 août 2007 à Vienne, il est hospitalisé pour traiter une forme rare de cancer de la peau. On avait pu remarquer le déclin physique de Joe durant la tournée printanière et estivale de 2007 (amaigrissement, vertiges...). Il meurt des suites de sa maladie le 11 septembre 2007, à la clinique Wilhelmina de Vienne. Il fut incinéré et il repose au cimetière central de Vienne dans le secteur des tombes d'honneur (33G), près du compositeur György Ligeti.

## Son œuvre
Aussi importante que puisse être la place de Joe Zawinul comme pianiste de jazz, sa réelle notoriété réside dans le rôle de pionnier des claviers électro-acoustiques et électroniques avec toute une batterie d'équipements périphériques pour modifier la sonorité et la hauteur du son. Même les adversaires incorrigibles de la musique électronique approuvent la formule de Zawinul : « Jouer électriquement, sonner acoustiquement » . Le pianiste polonais Adam Makowicz, par exemple, a déclaré : « Il a une sensibilité extraordinaire pour saisir comme un tout les possibilités naturelles des instruments à claviers ».
Ayant subi l'influence de George Shearing et de Nat King Cole dans son jeune âge, Zawinul a développé un style de plus en plus personnel. Son jeu et ses compositions, avec leurs rythmes mélodiques caractéristiques (souvent décrits comme essentiellement "noirs") et leur utilisation subtile de pauses et d'espaces « Je suis un musicien de l'espace » , sont immédiatement reconnaissables. Les possibilités infinies qu'offrent les synthétiseurs ne le poussent jamais à surcharger ses arrangements. « Saisir le chant d'un oiseau - voilà ce qui m'intéresse » . La transparence est une des particularités remarquables de son registre : on y trouve des contours bien dessinés, une prédilection constante pour les sonorités de la clarinette et de la flûte, une orchestration diversifiée, l'absence d'accumulations d'accords superposés, un espace qui permet à la polyphonie thématique de s'exprimer.

## Discographie non exhaustive

### Joe Zawinul
- Brown Street (w/ the WDR Big Band) /2006
- Faces and places /ESC /2002
- Mauthausen /ESC /2000
- Stories of the Danube /Philips /1996
- My people /Escapade Music /1996
- Dialects /Columbia /1986
- Zawinul /Atlantic /1970
- Concerto retitled /Atlantic /1970
- Money in the pocket /Atco /1966
- The rise & fall of the tird stream /Vortex /1965
- Joe Zawinul Trio (premiers enregistrements à New York avec Ray Barretto) /1959
- Joe Zawinul and the Austrian all stars 1954-1957 /RST /1957
- The ESC Years / ESC / 2011

### The Zawinul Syndicate
- 75th, the Last Birthday / BirdJam/2007
- Vienna Nights/BirdJam /2005
- World tour /Zebra /1998
- Lost tribes /Columbia /1992
- Black water /Columbia /1989
- The Immigrants /Columbia /1988

### Weather Report
- This is this /Columbia /1986
- Sportin' life /Columbia /1985
- Domino theory /Columbia /1984
- Procession /Columbia /1983
- Weather Report /Columbia /1982
- Night passage /Columbia /1980
- 8:30 /Columbia /1979
- M.. Gone /Columbia /1978
- Heavy weather /Columbia /1977
- Black market /Columbia /1976
- Tale spinnin /Columbia /1975
- Mysterious traveller /Columbia /1974
- Sweetnighter /Columbia /1973
- Live in Tokyo /Columbia /1972
- I sing the body electric /Columbia /1971-1972
- Weather Report /Columbia /1971

### AvecCannonball Adderley
- Jazz Workshop revisited -San francisco /riserside 1963
- In Europe Live at Festival Comblain la Tour / riverside 1962
- Country preacher Live at Operation breadbasket /Capitol /1969
- Mercy, Mercy, Mercy! Live at The Club /EMI /1966
- Cannonball live in Japan /Capitol /1966

### AvecMiles Davis
- Big fun /Columbia /Legacy /1969
- Bitches brew /Columbia /Legacy /1970
- In a silent way /Sony /1969
- Directions /Columbia /1960
- Live - Evil / CBS /1972

### Collaborations diverses
- Ben Webster & Joe Zawinul: Soulmates /Riverside /1963
- Trilok Gurtu: Crazy saints /CMP /1993
- Quincy Jones: Back on the block /Qwest /1989
- Salif Keita: Amen /Mango /1991

## Vidéographie non exhaustive
- DVD - Joe Zawinul Syndicate Live at Klavier Sommer, sorti officiellement sur le label TDK (période immigrants avec Scott Henderson à la guitare)
- DVD Weather Report Live in Offenbach 1978 dans le coffret (box set 3CD 1DVD) officiel sorti sur columbia
- DVD Weather Report Live In Montreux 1976 tiré des wowow jazz files sorti (w 2007 wersja offi. in Live at Montreux 1976) sur un label semi officiel
- DVD Joe Zawinul and Weather Update (Khan, Bailey, Thomas jr. Erskine) okres przejsciowy przed Syndicate
- DVD Joe Zawinul A Musical Portrait, produit et dirigé par Mark Kidel - Calliope Media Ltd 2005